# Gonomyia malitia
Gonomyia malitia là một loài ruồi trong họ Limoniidae. Chúng phân bố ở miền Australasia.